# Sowjetischer Rubel

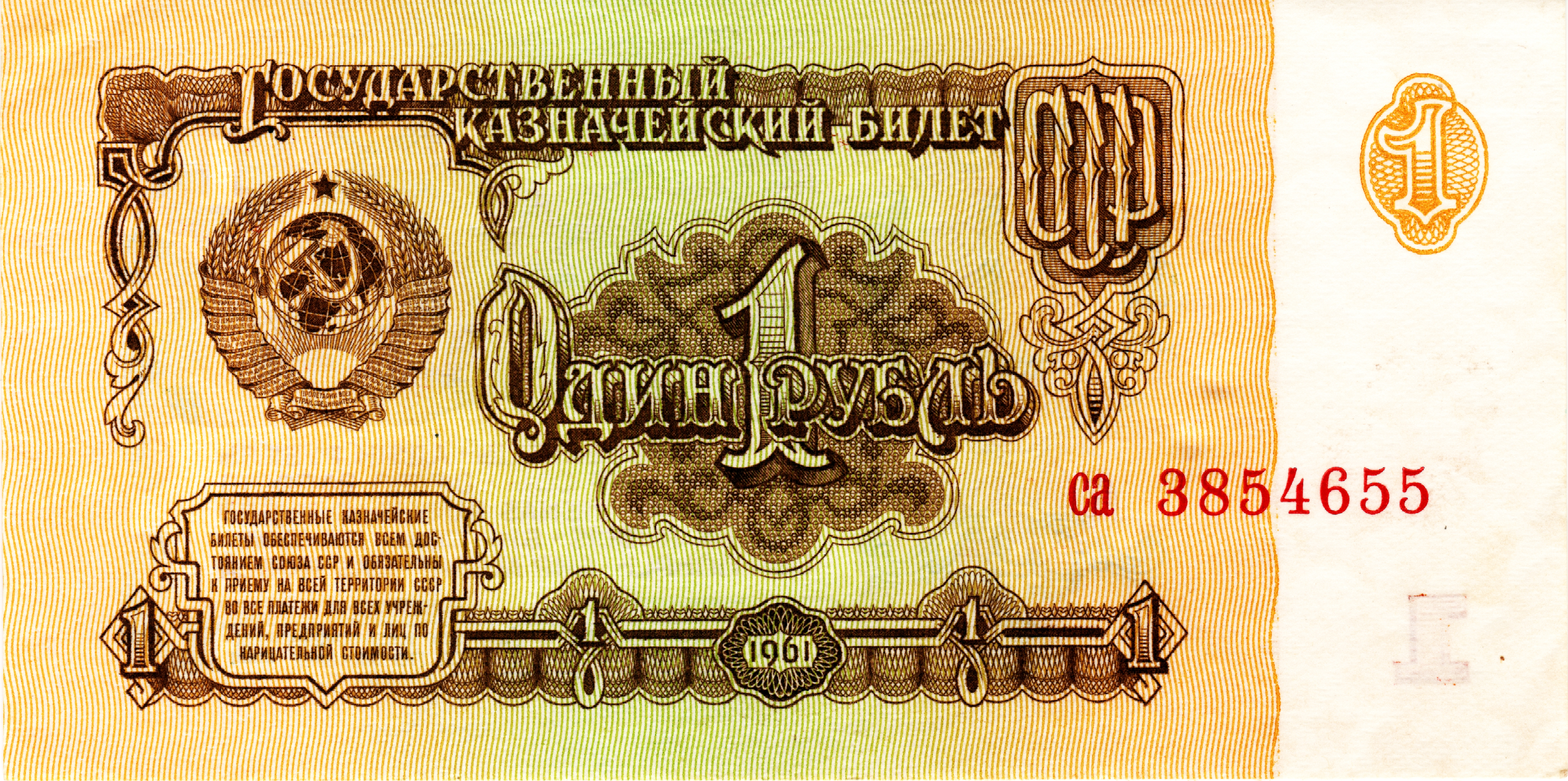
Sowjetischer Rubelschein, 1961

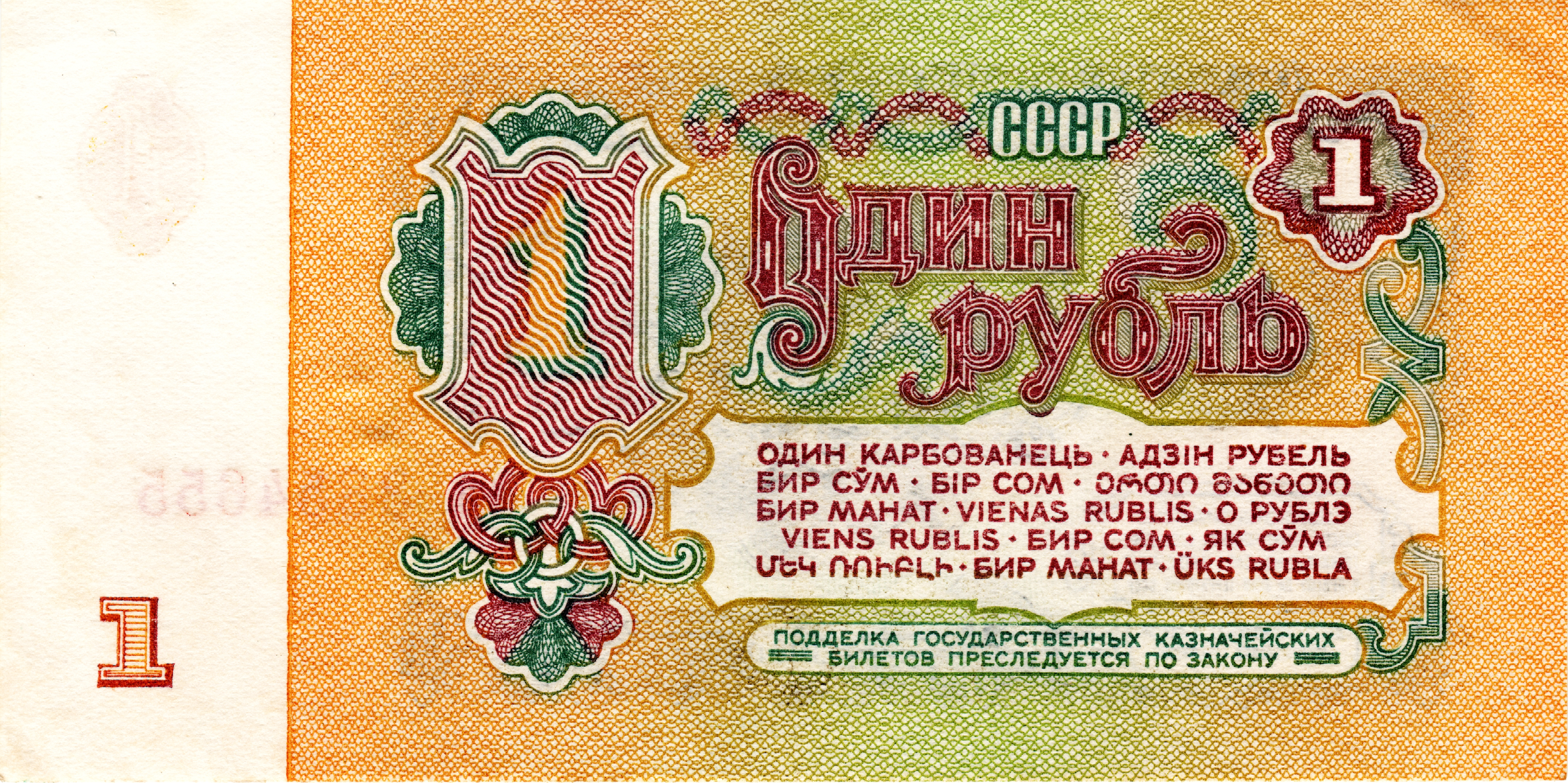
Sowjetischer Rubelschein, 1961

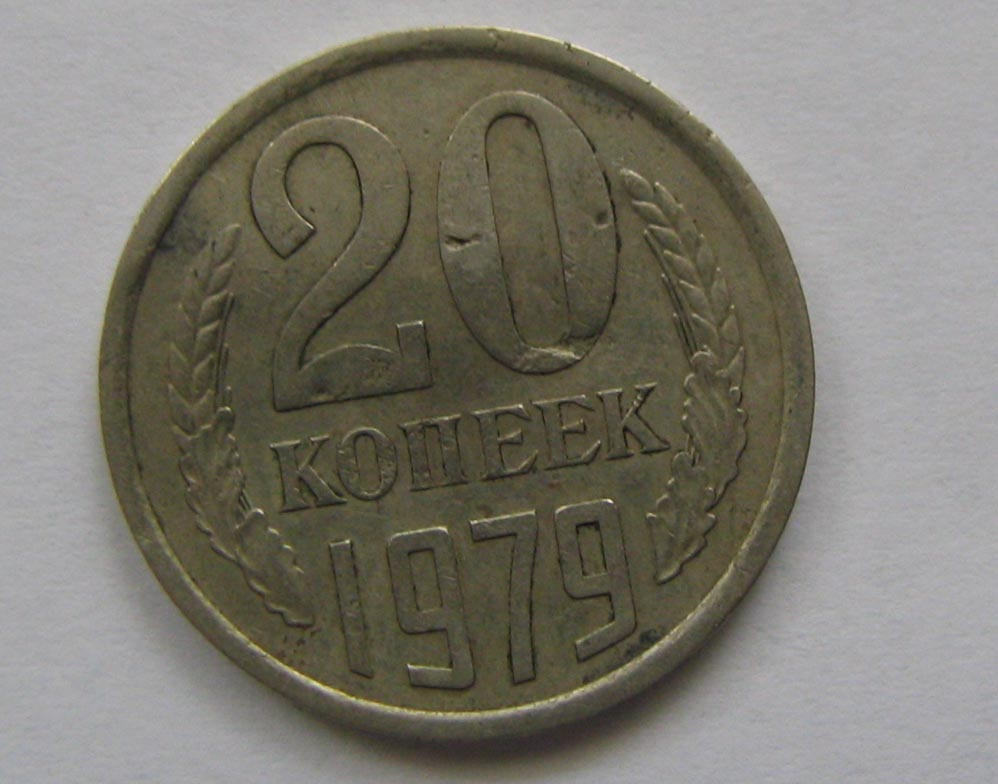
Sowjetische 20-Kopeken-Münze (1979)

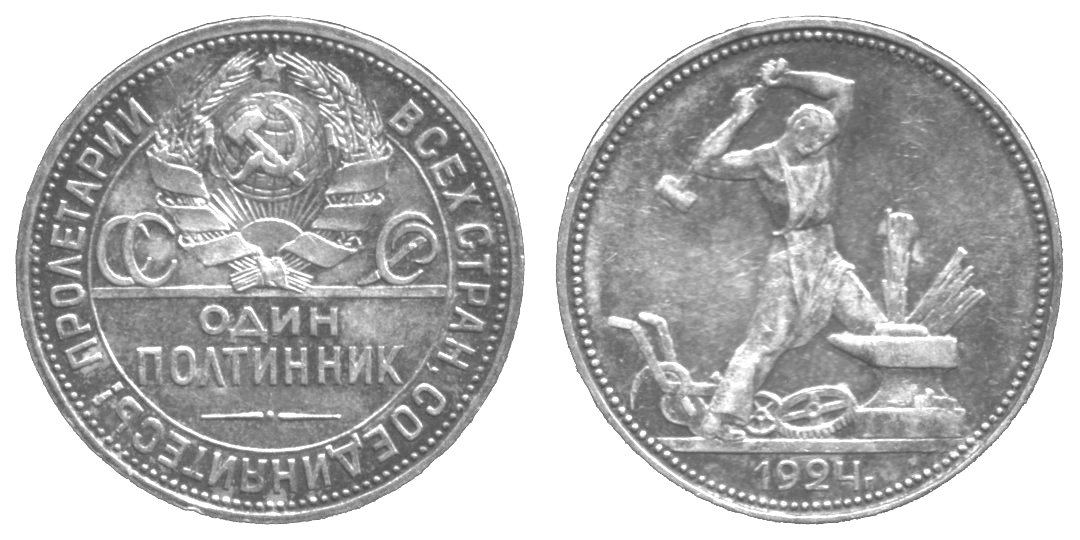
1924 poltinnik (½ Rubel).

Der Sowjetische Rubel, meist kurz Rubel genannt (russisch рубль, Transliteration Rublʹ, ISO 4217: SUR), war die Währung der Sowjetunion und einiger Nachfolgestaaten zwischen 1919 und 1993. Die Kopeke (копейка / kopejka) ist der hundertste Teil des Rubels.
Neben den in der Sowjetunion verwendeten Banknoten und Münzen bestand der Transferrubel als Buchgeld für die Verrechnung von Lieferungen innerhalb des RGW.
Für die Etymologie, die Vorgeschichte und die aktuelle Situation siehe den Hauptartikel Rubel.

## Bezeichnungen in der Sowjetunion
Als Vielvölkerstaat bestanden in der Sowjetunion eine Vielzahl von Amtssprachen. Daher trugen die Banknoten die Währungsbezeichnung und den Nominalwert in allen diesen Sprachen. Die folgende Tabelle stellt die Bezeichnungen in den Sprachen der einzelnen Sowjetrepubliken in der Reihenfolge dar, in der Reihenfolge, wie sie auf den Banknoten aufgeführt waren:
| Sprache           | in Landessprache | in Landessprache |
| Sprache           | Rubel            | Kopeke           |
| ----------------- | ---------------- | ---------------- |
| Russisch          | рубль            | копейка          |
| Ukrainisch        | карбованець      | копійка          |
| Belarussisch      | рубель           | капейка          |
| Usbekisch         | сўм              | тийин            |
| Kasachisch        | сом              | тиын             |
| Georgisch         | მანეთი           | კაპიკი           |
| Aserbaidschanisch | манат            | гəпик            |
| Litauisch         | rublis           | kapeika          |
| Moldauisch        | рублэ            | копейкэ          |
| Lettisch          | rublis           | kapeika          |
| Kirgisisch        | сом              | тыйн             |
| Tadschikisch      | сўм              | тин              |
| Armenisch         | ռուբլի           | կոպեկ            |
| Turkmenisch       | манат            | көпүк            |
| Estnisch          | rubla            | kopikas          |

Hinweis: Für Usbekisch, Aserbaidschanisch, Moldauisch und Turkmenisch wird seit dem Zusammenbruch der Sowjetunion nicht mehr das Kyrillische Alphabet, sondern das Lateinische Alphabet verwendet.

## Geschichte

### Der erste sowjetische Rubel

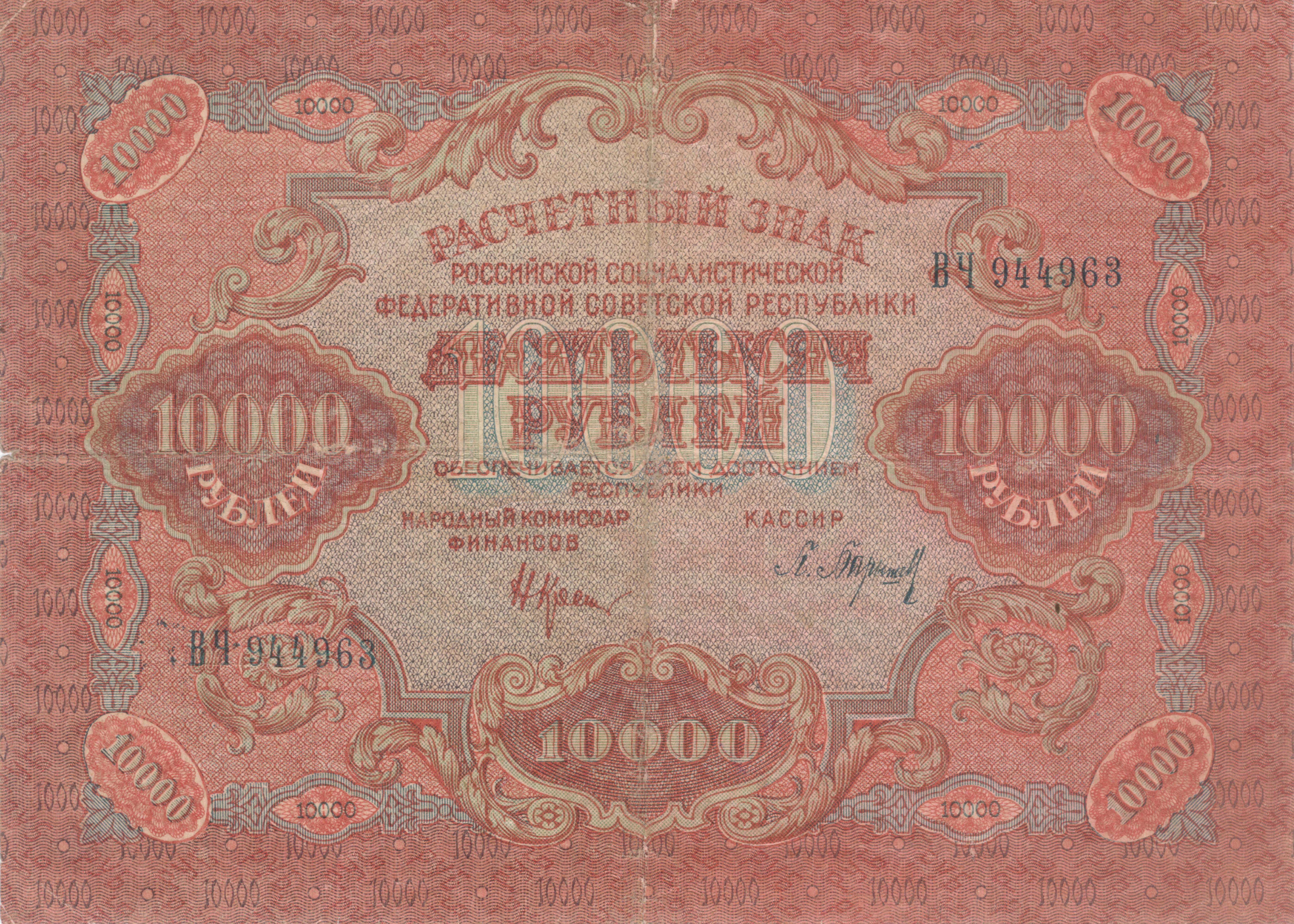
10.000 Rubel Inflationsgeld

Nach der Oktoberrevolution 1917 blieben zunächst die bestehenden zaristischen Rubel in Umlauf. Im russischen Bürgerkrieg gaben sowohl die Weißen als auch die Bolschewiki eigene Banknoten heraus. Die ab 1919 ausgegebenen Banknoten der kommunistischen Seite waren provisorische Ausgaben, die auf den zaristischen Rubeln basierten. Sie galten offiziell in der Russischen Sozialistischen Föderativen Sowjetrepublik, faktisch aber nur in den Gebieten, die im Bürgerkrieg unter der Herrschaft der Bolschewiki standen.
Durch den Umfang der gedruckten Banknoten kam es zu einer Hyperinflation. Die Banknoten wurden in folgenden Nominalbeträgen ausgegeben: 1, 2, 3, 5, 10, 15, 25, 50, 60, 100, 250, 500, 1000, 5000, 10.000, 25.000, 50.000, 100.000. Daneben wurden kurzfristige staatliche Solawechsel in Stückelungen von 1, 5 und 10 Millionen Rubel ausgegeben, die als Banknotenersatz dienten.
Das Inflationsgeld wurde in unterschiedlichen Druckmustern hergestellt. Wie auch beim deutschen Inflationsgeld erfolgte der Druck mit wenigen Sicherheitsmerkmalen. Teilweise waren die Noten nur einseitig bedruckt.
| Jahr         | Bargeldumlauf (Mrd. Rubel) | Preisindex 1913 = 100 |
| ------------ | -------------------------- | --------------------- |
| 1915         | 3.030                      | 0                     |
| 1916         | 5.622                      | 0                     |
| 1917         | 9.097                      | 0                     |
| 1918         | 27.312                     | 0                     |
| 1919         | 61.265                     | 0                     |
| 1920         | 225.016                    | 2.100                 |
| 1921         | 1.168.600                  | 16.400                |
| 1922         | 17.539.000                 | 242.000               |
| 1923 1. Juli | 340.150.000                | 1.680.000             |

Im Rahmen des Kriegskommunismus sollten laut Parteiprogramm der KPdSU Geld vollständig abgeschafft und die russische Volkswirtschaft mittelfristig in eine Verteilungswirtschaft überführt werden. Als erster Schritt wurden 1917 alle Banken direkt der Zentralbank (der Volksbank der RSFSR; Narodnyi bank RSFSA) unterstellt und per Dekret vom 28. Januar 1920 alle Banken inklusive der Zentralbank aufgehoben. Emittent des Geldes war nur der Staat selbst.

### Zweiter sowjetischer Rubel, 1. Januar 1922 – 31. Dezember 1922

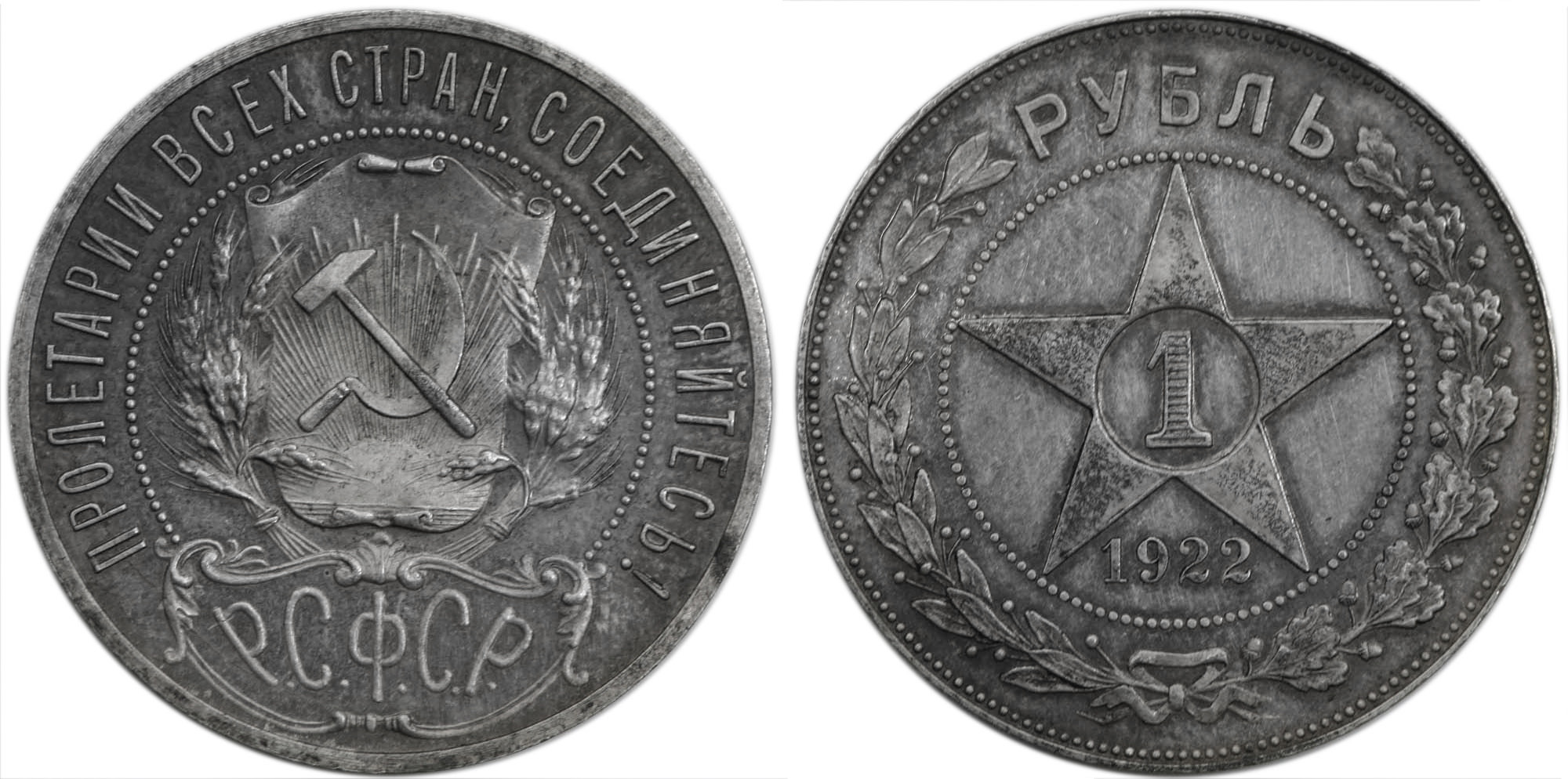
Silberrubel von 1922

Der Krise des Finanzwesens konnte erst mit der Wiedereröffnung der Staatsbank am 16. November 1921 abgeholfen werden. Das Dekret vom 30. Juni 1921 erlaubte auch wieder den privaten Besitz von Geld ohne Einschränkungen. Mit dem Tscherwonez wurde dann eine neue (Parallel-)Währung mit (offiziell) 25-prozentiger Golddeckung eingeführt. Der „neue“ Rubel wurde im Verhältnis 1 zu 10.000 gegen die alten Rubel getauscht. Bis die Sowsnaki ab Februar 1924 aus dem Verkehr gezogen wurden, hatte man eine Doppelwährung. Trotz des offiziellen Bekenntnisses zur teilweisen Golddeckung erfolgte weiter ein umfangreicher Druck neuer Noten, verbunden mit der entsprechenden Inflation.

### Dritter sowjetischer Rubel, 1. Januar 1923 – 6. März 1924
Diese Ausgabe war streng genommen die erste der 1922 gegründeten Sowjetunion. Erneut erfolgte eine Währungsreform. Die bestehenden Rubel wurden zum Verhältnis 1 zu 100 abgewertet. Hergestellt wurden die Banknoten von der Gosnak (Leitender Künstler Iwan Dubassow).

### Vierter (Gold) sowjetischer Rubel, 7. März 1924–1947
Eine dritte Währungsreform im Jahr 1924 führte den „Gold“-Rubel mit einem Wert von 50.000 der bisherigen Rubel ein. Mit dieser Reform wurde der Rubel an den Tscherwonez gebunden. Münzen wurden in Rubel geprägt. Scheine wurden für die kleineren Nominalen bis 10 Rubel in Rubel und darüber in Tscherwonez herausgegeben.

### Fünfter sowjetischer Rubel, 1947–1961
Nach dem Zweiten Weltkrieg nahm die sowjetische Regierung einen konfiskatorischen Währungsschnitt vor, um den Geldumlauf drastisch zu reduzieren. Dieser Währungsschnitt betraf ausschließlich die Banknoten. Der Währungsschnitt erfolgte im Verhältnis von zehn alten zu einem neuen Rubel.

### Sechster sowjetischer Rubel, 1961–1991

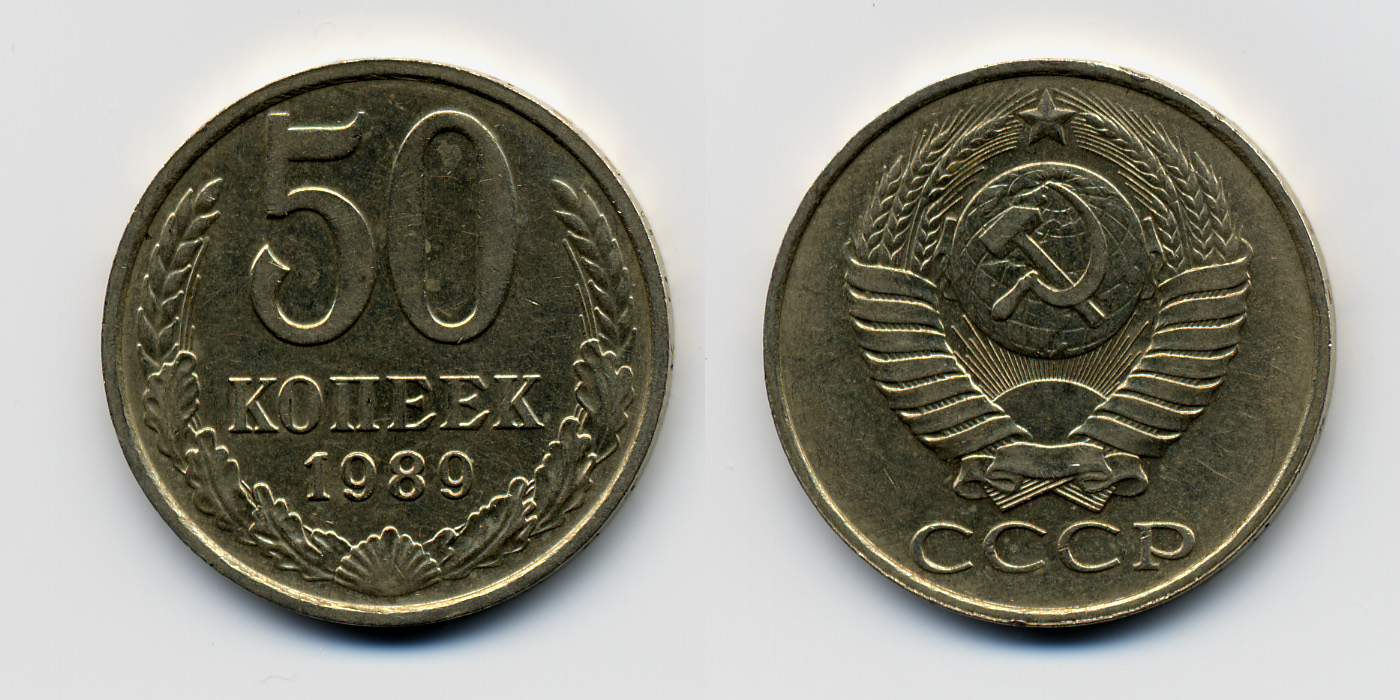
50 Kopeke Ausgabe 1961–1991

1961 wurde erneut ein Währungsschnitt nach dem Muster der Maßnahme des Jahres 1947 vorgenommen. Auch hier erfolgte der Schnitt 1:10. Die neuen Banknoten waren durch den Künstler Victor Tsigal mit Propagandadarstellungen des sowjetischen Lebens und der sowjetischen Industrie erstellt worden. Formal entsprach dieser Rubel des Jahres 1961 einer Menge von 0,987412 Gramm Gold. Aufgrund des strikten Goldverbotes, also des Verbotes des Handels mit Gold für die Bevölkerung, spielte dies in der Praxis jedoch keine Rolle. Offiziell legte die Regierung einen Umtauschkurs von 1 zu 1 zum Pfund Sterling fest. Dieser offizielle Kurs blieb bis zum Ende der Sowjetunion unverändert. Da der Rubel nicht frei konvertierbar war, spielte dieser Kurs nur für den Zwangsumtausch und strafrechtlich eine Rolle. Im Handel innerhalb des Ostblocks wurde der Transferrubel als Verrechnungseinheit genutzt, im Handel mit nicht-sozialistischen Staaten in Westwährung abgerechnet. Dieser Rubel blieb bis zum Zusammenbruch der Sowjetunion in Verwendung und wurde von den Währungen der Nachfolgestaaten abgelöst.
| Serie 1961  | Serie 1961 | Serie 1961 |
| Bild        | Bild       | Wert       |
| Vorderseite | Rückseite  | Wert       |
| ----------- | ---------- | ---------- |
|             |            | 1 Rubel    |
|             |            | 3 Rubel    |
|             |            | 5 Rubel    |
|             |            | 10 Rubel   |
|             |            | 25 Rubel   |
|             |            | 50 Rubel   |
|             |            | 100 Rubel  |

| Serie 1991  | Serie 1991 | Serie 1991 |
| Bild        | Bild       | Wert       |
| Vorderseite | Rückseite  | Wert       |
| ----------- | ---------- | ---------- |
|             |            | 1 Rubel    |
|             |            | 3 Rubel    |
|             |            | 5 Rubel    |
|             |            | 10 Rubel   |
|             |            | 50 Rubel   |
|             |            | 100 Rubel  |
|             |            | 200 Rubel  |
|             |            | 500 Rubel  |
|             |            | 1000 Rubel |

## Wirtschaftliche Bedeutung
In der planwirtschaftlich organisierten Wirtschaft der Sowjetunion legte die Regierung die Warenpreise und Währungskurse fest. Dabei ergaben sich immer Geldüberhänge, nur ein Teil der Produkte konnte in den gewünschten Mengen gegen Rubel erworben werden (Mangelwirtschaft). Eine Vielzahl Produkte war nur gegen Bezugsschein, auf dem Schwarzmarkt oder mit Beziehungen erhältlich. Die Rolle des Geldes war daher eine andere als in Marktwirtschaften. Der Rubel war nicht konvertierbar und durfte nicht ausgeführt werden.

## Nachfolgewährungen
Direkt mit dem Zusammenbruch der Sowjetunion 1991 entstanden in den unabhängig gewordenen Staaten eigene Währungen. Die Bank Rossii (die russische Zentralbank) übernahm die Gosbank (die sowjetische Zentralbank) und versorgte auch diejenigen Staaten, die weiter den Rubel nutzten, mit Geld.
In den folgenden Monaten verließen aber weitere Staaten die Rubelzone.
| Land                         | Neue Währung           | Umtauschkurs gegenüber dem Rubel | Einführungsdatum der neuen Währung | Datum des Verlassens der Rubelzone | Anmerkungen |
| ---------------------------- | ---------------------- | -------------------------------- | ---------------------------------- | ---------------------------------- | --- |
| Armenien                     | Dram                   | 200                              | 22. November 1993                  | ?                                  | – |
| Aserbaidschan                | Manat                  | 10                               | 15. August 1992                    | ?                                  | Der Manat wurde am 1. Januar 2006 im Verhältnis 5.000 zu 1 aufgewertet. |
| Belarus                      | Belarussischer Rubel   | 10                               | Mai 1992                           | ?                                  | Der Belarussische Rubel wurde am 1. Januar 2000 im Verhältnis 1.000 zu 1 aufgewertet, indem drei Nullen gestrichen wurden. |
| Estland                      | Krone                  | 10                               | 20. Juni 1992                      | 22. Juni 1992                      | Gebunden an die Deutsche Mark (1 DEM = 8 EEK). Die erste Hartwährung auf dem Gebiet der ehemaligen Sowjetunion. Estland führte den Euro Anfang 2011 ein. |
| Georgien                     | Lari                   | 1                                | 5. April 1993                      | ?                                  | Der „erste Lari“ wurde als Zwischenlösung eingeführt und am 2. Oktober 1995 im Verhältnis 1.000.000 zu 1 durch den Lari ersetzt. In der international kaum anerkannten Republik Abchasien wurde 2008 der Apsar eingeführt, der dort aber hinter dem Russischen Rubel eine untergeordnete Rolle spielt. |
| Kasachstan                   | Tenge                  | 500                              | 15. November 1993                  | ?                                  | – |
| Kirgisistan                  | Som                    | 200                              | 10. Mai 1993                       | 15. Mai 1993                       | Bis zum 1. Januar 2008 wurden ausschließlich Banknoten ausgegeben. |
| Lettland                     | Rublis                 | 1                                | 7. Mai 1992                        | 20. Juli 1992                      | Der lettische Rubel (Rublis) war eine Übergangswährung bis zur Einführung des Lats im März 1993. Der Umtauschkurs betrug 200 zu 1. Lettland führte den Euro Anfang 2014 ein. |
| Litauen                      | Talonas                | 1                                | 1. Mai 1992                        | 1. Oktober 1992                    | Die Übergangswährung Talonas wurde am 25. Juni 1993 im Verhältnis 100 zu 1 in den Litas getauscht. Litauen führte den Euro am 1. Januar 2015 ein. |
| Moldau (exkl. Transnistrien) | Cupon                  | 1                                | 1992                               | ?                                  | Der Cupon war nur eine Übergangswährung, die am 29. November 1993 zum Kurs 1.000 zu 1 in den Leu getauscht wurde. |
| Russland                     | Russischer Rubel       | 1                                | 1992                               | Juli 1993                          | Der Russische Rubel wurde am 1. Januar 1998 im Verhältnis 1.000 zu 1 zusammengelegt. |
| Transnistrien                | Transnistrischer Rubel | 1                                | 1994                               | ?                                  | Der transnistrische Rubel wurde 2000 im Verhältnis 1.000.000 zu 1 zusammengelegt. |
| Tadschikistan                | Tadschikischer Rubel   | 100                              | 10. Mai 1995                       | ?                                  | Aufgrund des Bürgerkriegs war Tadschikistan das letzte Land, das die Rubelzone verließ. Der tadschikische Rubel wurde am 30. Oktober 2000 zum Kurs von 1.000 zu 1 durch den Somoni abgelöst. |
| Turkmenistan                 | Manat                  | 500                              | 1. November 1993                   | ?                                  | Wurde 2009 im Verhältnis 5.000 zu 1 aufgewertet. |
| Ukraine                      | Karbowanez             | 1                                | 10. Januar 1992                    | ?                                  | Der Karbowanez wurde zum Kurs 100.000 zu 1 am 2. September 1996 in den Hrywnja gewandelt. |
| Usbekistan                   | Soʻm                   | 1                                | 15. November 1993                  | 15. November 1993                  | Der erste Soʻm war eine Übergangswährung, die am 1. Juli 1994 zum Kurs von 1.000 zu 1 umgestellt wurde. |